# Birmese klauwier
De Birmese klauwier (Lanius collurioides) is een zangvogel uit de familie Laniidae (klauwieren).

## Verspreiding en leefgebied
Deze soort komt voor in Zuidoost-Azië en telt twee ondersoorten:
- L. c. collurioides: van Myanmar en noordoostelijk India tot oostelijk Cambodja en noordelijk Vietnam.
- L. c. nigricapillus: zuidelijk Vietnam.

## Status
De grootte van de populatie is niet gekwantificeerd maar de soort wordt omschreven als vrij algemeen. Op de Rode lijst van de IUCN heeft deze soort de status niet bedreigd.